# Charlotte von Hagn

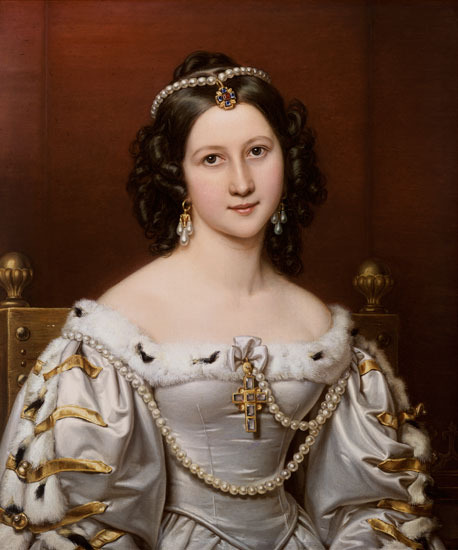
Charlotte von Hagn ca Thekla din drama Wallenstein a lui Schiller - pictură produsă pentru Galeria de frumuseți în 1828.

Charlotte von Hagn (23 martie 1809, München; 23 aprilie 1891, München) a fost actriță germană din epoca Biedermeier.

## Biografie
Hagn a fost fiica comerciantului german Karl von Hagn și a soției acestuia, Josepha Schwab. Fratele ei mai mic a fost pictorul Ludwig von Hagn.
La debutul său de la teatrul Curții în 1828, a fost aplaudată de audiență și a avut mari succese la Burgtheater din Viena, Dresda, Berlin și Budapesta.
Din 1838 până în 1846 ea a jucat pe scene berlineze. A lucrat la St Petersburg, Hamburg, Budapesta și alte orașe. Talentul ei pentru comedie a fost aparent bazat pe frumusețea și atitudinea ei. A fost descrisă ca având o conversație spirituală și fermecătoare, și a fost rivală cu Karoline Bauer; publicul de teatru a fost împărțite în "Hagnerians" și "Bauerians". 
În primăvara anului 1848 ea s-a căsătorit cu proprietarul Alexander von Oven și s-a retras de pe scenă însă a divorțat în 1851. A avut o aventură cu Franz Liszt, care a numit-o concubina a doi regi, și e posibil să fi avut o aventură cu regele bavarian Ludwig I. El a comandat un portret al ei pictorului curții Joseph Karl Stieler în 1828 pentru Galeria sa de frumuseți.
După divorț, Charlotte Hagner a locuit un timp în Gotha, apoi în München, unde a murit în aprilie 1891. 